# Kirsti Karhi

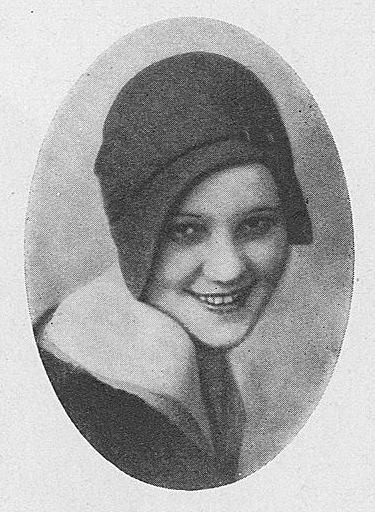
Kirsti Karhi, bild från början av 1930-talet.

Kirsti Saga Karhi, född Boxberg 2 maj 1902 i Hauho, död 18 september 1981, var en finländsk skådespelare. Hon var från 1931 gift med skådespelaren Akseli Karhi.
Karhi var dotter till kronofogden Victor Anders Boxberg och Martha Sofia Lauraeus. Karhi tilldelades 1958 Pro Finlandia-medaljen.

## Filmografi[1]
- Minä jätän sinut, 1944
- Sinä olet kohtaloni, 1945
- Pajasta palatsiin, 1946
- Kuudes käsky, 1947
- Papin perhe, 1962
- Hilma (TV-serie), 1968
- Asfaltkärleken, 1968